# Browork
Browork è un personaggio minore della trilogia di Shannara scritta da Terry Brooks. Appare nel terzo romanzo della serie di Shannara, La Canzone di Shannara.

## Storia
Il vecchio Nano ha combattuto ad Arborlon contro le orde dei Demoni sotto la guida del re degli Elfi Eventine Elessedil; ha conosciuto Wil Ohmsford e il potere delle Pietre Magiche.
È primo Anziano tra i membri del Consiglio dei Nani di Culhaven quando sente il giovane Jair Ohmsford raccontare la missione ricevuta dal Re del Fiume Argento.
Lo ascolta attentamente manifestando scetticismo che viene placato dal potere evocativo della canzone magica che invoca la figura del druido Allanon; questo basta per convincerlo della buona fede del giovane e lo appoggia in una risoluzione del Consiglio degli Anziani a favore della sua missione.
Vede nascere la piccola compagnia formata da: Garet Jax, Slanter, Elb Foraker, Helt ed Edain Elessedil che aiuterà Jair nel viaggio verso la Sorgente del Cielo.